# Arthur Schnitzler
Arthur Schnitzler (Viena, 15 de maio de 1862 – Viena, 21 de outubro de 1931) foi um escritor e médico austríaco.

## Biografia
O pai, Johann Schnitzler, de uma família judaica simples, mudou-se de Budapeste para Viena, onde se casou com a filha de uma famosa família. Tornou-se um respeitado médico e director do hospital “Allgemeine Poliklinik”. O seu filho Arthur frequentou entre 1871 e 1879 o liceu, tendo mais tarde completado o curso de medicina. Arthur Schnitzler viria a completar o mestrado em 1885. Participa no trabalho da revista clínica “Allgemeine Klinische Rundschau” e começou cedo por se interessar pela psicologia. Trabalhando como médico de 2.ª classe com o psiquiatra Dr. Theodor Meynert fazia experiências com a hipnose e a sugestão como técnicas terapêuticas.
Foi assistente e médico de 2.ª classe no Hospital “Wiener Allgemeines Krankenhaus” e, mais tarde, assistente do seu pai no hospital “Poliklinik”. Em 1893, abriu uma clínica privada, a qual se começou a dedicar cada vez menos devido à crescente actividade literária.
Schnitzler é frequentemente comparado com Sigmund Freud. Nos seus dramas e novelas usa a técnica do “fluxo de consciência”, onde mostra drasticamente a atividade subconsciente dos seus protagonistas. Em consequência da sua representação intransigente do pensamento, foi inúmeras  vezes criticado. O seu ciclo “Der Reigen” provocou um grande escândalo e foi censurado como pornografia. Segundo o Dicionário Oxford o enquanto o monólogo interior é uma fala interiorizada, o fluxo de consciência procura a mistura desta fala com impressões, percepções, não respeitando muitas vezes as regras gramaticais. O fluxo de consciência freqüentemente não utiliza pontos e vírgulas por largos períodos, inclusive obras inteiras, tentando representar na forma escrita o fluxo de pensamentos inconscientes e desorganizados de nossa mente. 

## Arthur Schnitzler e Sigmund Freud
As semelhanças entre Sigmund Freud (1856-1939) e Arthur Schnitzler (1862-1931) são indiscutíveis. Ambos viveram, cada um ao seu modo, intensamente a psicanálise.
Em uma carta destinada a Schnitzler, datada de 14 de maio de 1922, Sigmund Freud faz algumas observações sobre a obra do escritor e confessa ter evitado, durante muito tempo, ser apresentado a ele, pois, ao ler seus textos, acreditava que se tratava de seu “duplo”. Alguém que, como ele, era “explorador das profundezas” e que mostrava “as verdades do inconsciente”.
Afirmou Freud: “Sempre que me deixo absorver profundamente por suas belas criações, parece-me encontrar, sob a superfície poética, as mesmas suposições antecipadas, os interesses e conclusões que reconheço como meus próprios. Ficou-me a impressão de que o senhor sabe por intuição – realmente, a partir de uma fina auto-observação – tudo que tenho descoberto em outras pessoas por meio de laborioso trabalho.”  (Freud, 1922)

## Obras
Alemão
- 1892 Anatol
- 1894 Das Märchen
- 1895 Liebelei
- 1895 Sterben
- 1898 Freiwild
- 1898 Die Frau des Weisen
- 1899 Der Sohn
- 1899 Das Vermächtnis
- 1899 Der grüne Kakadu
- 1899 Paracelsus
- 1899 Die Gefährtin
- 1901 Der Schleier der Beatrice
- 1901 Frau Berta Garlan
- 1901 Lieutnant Gustl
- 1902 Lebendige Stunden
- 1903 Reigen
- 1904 Der einsame Weg
- 1905 Die griechische Tänzerin
- 1906 Zwischenspiel
- 1906 Der Ruf des Lebens
- 1906 Marionetten
- 1907 Dämmereelen
- 1908 Der Weg ins Freie
- 1909 Komtesse Mizzi oder Der Familientag
- 1909 Der tapfere Kassian
- 1910 Der junge Medardus
- 1910 Der Schleier der Pierrette
- 1911 Das weite Land
- 1912 Masken und Wunder
- 1912 Professor Bernhardi
- 1913 Frau Beate und ihr Sohn
- 1915 Komödie der Worte
- 1917 Doktor Gräsler, Badearzt
- 1917 Ich
- 1917 Fink und Fliederbusch
- 1918 Casanovas Heimfahrt
- 1919 Die Schwestern oder Casanova in Spa
- 1924 Menina Else - no original Fräulein Else
- 1924 Die dreifache Warnung
- 1924 Komödie der Verführung
- 1925 Die Frau des Richters
- 1926 Traumnovelle
- 1926 Der Gang zum Weiher
- 1927 Spiel im Morgengrauen
- 1928 Therese. Chronik eines Frauenlebens
- 1930 Im Spiel der Sommerlüfte
- 1931 Flucht in die Finsternis
- 1939 Über Krieg und Frieden
- 1966 Das Wort
- 1968 Jugend in Wien
- 1970 Zug der Schatten

Edições brasileiras
- Senhorita Else (1985). Paz e Terra
- Contos de Amor e Morte (1987). Cia das Letras.
- Retorno de Casanova (1988). Cia das Letras.
- Retorno de amor e morte (1999). Cia das Letras.
- Breve romance de sonho (2000). Cia das Letras.
- O Caminho para a liberdade (2011). Record.
- A Ronda. Relógio D'Água
- História de um sonho. Ed. Ficções.
- Relações e solidão. Relógio D'Água
- A menina Eise. Cotovia
- Cacatua Verde. Bicho do Mato.
- Senhora Beate e seu filho. L&PM.

Edições portuguesas
- Morrer (1961). Ed. 70.
- Contos (1985). Apáginastantas.
- Anatol (1986). Estante.
- O tenente Gustl (1988). Difel.
- A história de um sonho (2001). Relógio D'Água.
- Casanova regressa a Veneza (2007). Evoramons.
- Menina Else (2008). Cotovia.
- A cacatua verde: grotesco num acto (2011). Bicho do mato.
- A ronda: dez diálogos (2012). Relógio D'Água.

## Mais informações
- Netsaber (Biografia)

## Estudos sobre o assunto
- Fausto Cercignani, Studia schnitzleriana, Alessandria, Edizioni dell'Orso, 1991.
- Giuseppe Farese, Arthur Schnitzler. Ein Leben in Wien 1862-1931, München, Beck, 1999.
- Jacques Le Rider, Arthur Schnitzler ou la Belle Époque viennoise, Dagmar C. G. Lorenz (ed.), A Companion to the Works of Arthur Schnitzler, Rochester (N.Y.), Camden House, 2003.
- Theodor Reik, Arthur Schnitzler als Psychologe, Minden, 1913.
- Ulrich Weinzierl, Arthur Schnitzler. Lieben, Träumen, Sterben, Frankfurt am Main, S. Fischer, 1994.